# Superlumínico
Un fenómeno superlumínico (también llamado hiperlumínico) se refiere a la propagación de información o materia a una velocidad superior a c (velocidad de la luz). A veces, el término se aplica también a casos en que no existe propagación real de información o material, pero existe una aparente propagación de alguna de las dos a velocidades superiores a la luz, que también se discuten en este artículo.
La teoría de la relatividad especial describe consistentemente partículas que nunca exceden la velocidad de la luz, aunque el formalismo de la teoría da para preguntarse como se verían o qué efectos tendrían partículas hipotéticas, llamadas taquiones cuya velocidad excediera la de la luz. La existencia de taquiones violaría la causalidad física e implicaría la posibilidad de viajes en el tiempo. Sin embargo, no se ha observado ninguna partícula taquiónica y el consenso científico es que los taquiones no existen. Por otro lado, depende de la hipótesis de que extraordinariamente regiones distorsionadas del espacio y tiempo podría permitir que si la materia llegue a lugares distantes en menos tiempo de lo que lo haría la luz con su viaje "sin distorsionar" el espacio-tiempo. Aparentemente algunos tipos de fenómenos superlumínicos no están excluidos en el marco de la teoría de la relatividad general; sin embargo, aquellos no se producen bajo las condiciones usuales que hemos podido observar en la relación espacio-tiempo formada por materia ordinaria. Algunos ejemplos de fenómenos superlumínicos son aquellos asociados a la métrica de Alcubierre, el tubo de Krasnikov, los agujeros de gusanos transitables, o algunas formas de efecto túnel en mecánica cuántica. Nótese que dentro de medios materiales es posible que partículas subatómica sí se desplacen más rápido que la velocidad de la luz en el medio, pero nunca más rápido que la luz en el vacío.

## Viaje supralumínico de no-información
En el contexto para este artículo, se considera que la propagación superlumínica es la transmisión de información o de materia a una velocidad superior a la de la luz en el vacío, cual es c = 299,792,458 m/s. Algunos procesos parecen propagarse más rápido que c, pero parece que no pueden suponer la transmisión de información útil. En las secciones siguientes se dan ejemplos de estos fenómenos.
Además, en algunos medios materiales, el frente de onda de la luz se propaga a una velocidad efectiva c/n < c (donde n es índice de refracción del medio), aunque otras partículas pueden ir más rápido que c/n, pero más lento que c (aun así los fotones individualmente siempre se propagan a c por ser partículas sin masa). En esas circunstancias se produce la llamada radiación de Cherenkov. Ninguno de estos fenómenos violan la relatividad especial o crean problemas con la causalidad, y estos no califican como transmisión superlumínica.

## Posibilidad de realización
El viaje o la comunicación superlumínicas son problemáticos en un universo consistente con la teoría de la relatividad de Einstein. En un universo newtoniano hipotético donde las leyes de Newton y las Transformaciones de Galileo son exactas, lo siguiente sería cierto:
- Las leyes de la Física serían las mismas en cualquier sistema de referencia, aunque algunas leyes incluirían terminología que involucre la velocidad de dicho marco de referencia.
- Las cantidades medidas en diferentes marcos de referencia se relacionan por las transformaciones de Galileo, aunque para algunas cantidades la transformación será más complicada que para otras
- Las velocidades se suman de forma lineal.
- En un marco de referencia, un punto x corresponde a la trayectoria x-vt, donde el marco se mueve a una velocidad relativa (relativa al marco de referencia original) llamada v.
- No hay nada fundamental acerca de la velocidad de la luz.
- Todos los observadores coinciden en sus medidas del tiempo, en otras palabras, se tiene un tiempo absoluto.
- La simultaneidad es un concepto bien definido, en el que todos los observadores estarían de acuerdo en si dos eventos cualesquiera son simultáneos.

Sin embargo, de acuerdo a la relatividad especial, lo que medimos como velocidad de la luz en el vacío es en realidad la constante física c. Esto significa que todos los observadores, sin importar su aceleración o velocidad relativa, siempre verán que las partículas de masa cero (como el fotón o el gravitón) viajan a velocidad c. Esto significa que las medidas de tiempo y velocidad en distintos marcos ya no son idénticas para todos los observadores (espacio y tiempo relativos al oberservador), sino por las Transformaciones de Poincaré, lo que a su vez implica que:
- Para acelerar un objeto de masa distinta a cero hasta que tienda a c se necesitaría tiempo infinito con aceleración finita, o aceleración infinita con tiempo finito.
- De cualquier manera, tal aceleración requiere energía infinita. Ir más allá de la luz en un espacio homogéneo requeriría más que infinita energía, por lo que carece de sentido físico y matemático.
- Viajar más rápido que la luz en un marco de referencia inercial equivaldría a viajar hacia atrás (o adelante dependiendo del sentido) en el tiempo si se observa desde un marco referencial distinto, pero igualmente válido

Por esto, parece que sólo existe un limitado número de razones para justificar el comportamiento superlumínico.

### Opción A: Ignorar la Relatividad Especial
Es la solución más sencilla, y es particularmente popular en ciencia ficción. Fenómenos físicos tales como la dilatación temporal, las lentes gravitacionales o la existencia de ondas gravitacionales han sido verificados empíricamente, de lo cual se infiere que el universo se puede describir razonablemente mediante la mecánica relativista de Einstein, y no según la mecánica newtoniana. Sin embargo, en la actualidad carecemos de una teoría completamente satisfactoria para describir todos los fenómenos físicos, así la relatividad general y la mecánica cuántica son dos teorías incompatibles, aunque ambas están bien fundamentadas y son muy precisas, existen situaciones en que no describen la realidad de forma exacta, y esa es la razón por la cual actualmente se busca una "teoría del todo" que generalizarían ambas teorías de forma consistente.
La relatividad especial sí ha sido integrada de manera consistente con la mecánica cuántica, en la llamada teoría cuántica de campos (que no incluye fenómenos gravitacionales o sistemas de referencia fuertemente acelerados). De hecho, la actual teoría cuántica de campos sólo es aplicable a un universo plano. Sin embargo, medidas precisas muestran que el espacio deja de ser plano alrededor de grandes masas gravitatorias.

### Opción B: El vacío de Casimir
El vacío newtoniano se parece al vacío cuántico predicho por la teoría cuántica de campos. El vacío cuántico tiene una energía asociada a él, llamada energía de vacío, y ésta puede varíar según algunas circunstancias[cita requerida]. Cuando disminuye, la luz puede alcanzar un valor superior a c. Dicho vacío puede ser producido al juntar (hasta separaciones en escala atómica) 2 placas metálicas perfectamente lijadas. Esto se llama el Vacío de Casimir, y de los cálculos[¿cuál?] se infiere que la luz rebasará c en dicho entorno. Sin embargo, esto no se ha podido verificar de forma experimental por las limitaciones tecnológicas actuales[cita requerida].
Las ecuaciones de Einstein acerca de la relatividad especial supone de manera implícita el concepto de homogeneidad. El espacio es igual (homogéneo) en todos lados. En el caso del Vacío de Casimir, esto es claramente violado, pues el valor de c dentro del vacío es distinto al del resto del universo, lo cual altera las ecuaciones de relatividad especial[cita requerida]. Sin embargo, al considerar que hay dos marcos de referencia (el vacío es uno, el resto del universo es el otro), las ecuaciones de relatividad especial ya no se aplican pues ya no se puede suponer que exista homogeneidad en el universo[cita requerida].
Dicho en otras palabras, el Efecto Casimir divide el espacio en distintos sectores homogéneos, cada uno de los cuales sigue las reglas de la relatividad general a su manera.
Si bien lo anterior es, técnicamente hablando, ir más rápido que la luz sólo es cierto cuando se compara con regiones del espacio disociadas del fenómeno Casimir. No está claro si el vacío de Casimir es estable bajo las leyes de mecánica cuántica, y si se puede establecer comunicación entre la región del espacio bajo efectos de Casimir, y otras regiones.

### Opción C: Desechar la causalidad
Otra aproximación sería aceptar la relatividad especial, pero admitiendo que algunos mecanismos de la relatividad general, tales como los agujeros de gusano, permitirían viajar entre 2 puntos dados sin recorrer el espacio intermedio.
Mientras que esto soluciona la necesidad de una aceleración infinita, todavía acarrea el problema de violar la causalidad y generar curvas de tiempo cerradas. La causalidad no se necesita en relatividad especial ni general[cita requerida], pero es considerada una propiedad básica del universo, que no puede ser obviada. Es por esto que muchos [¿cuántos?]científicos [¿quién?] esperan (y desean) que la gravedad cuántica pueda solucionar este bache. Una alternativa es suponer que si el viaje en el tiempo fuera posible, nunca llevaría a ocasionar paradojas. Esto se llama principio de autoconsistencia de Novikov.

### Opción D: Desechar la relatividad absoluta
Debido al fuerte apoyo de los hallazgos empíricos hacia la relatividad especial, cualquier modificación a ésta debe ser muy sutil y difícil de medir. El intento más conocido es la relatividad doblemente especial, que plantea que la longitud de Planck es la misma en cualquier marco de referencia. Este concepto se asocia con el trabajo de Giovanni Amelino-Camelia y João Magueijo. 
Una consecuencia de esta teoría es tener una velocidad de la luz variable, donde la velocidad de los fotones cambia de acuerdo a la energía, e incluso algunas partículas de masa cero podrían exceder c. Si bien evidencia reciente [¿cuál?]pone serias dudas sobre esta teoría, algunos científicos[¿quién?] todavía la consideran viable. Sin embargo, aún si fuera cierta, esta teoría sigue siendo poco clara acerca de si permitiría que la información excediera c, y de todas formas, pareciera no permitir que partículas con masa distinta de cero puedan viajar más rápido que la luz.
Existen teorías especulativas que dicen que la inercia se produce por la masa combinada del universo (el Principio de Mach, por ejemplo), lo cual implica que el universo quieto (en oposición al movimiento inercial de las demás cosas que hay en él) es "preferido" para llevar a cabo mediciones comunes de las leyes de la naturaleza (en otras palabras, que las leyes parecen ser como son porque las medimos en el contexto del marco de referencia escogido, en este caso, el universo).
Si esto se confirma, implicaría que la relatividad especial es una aproximación a una teoría más general, pero como por definición, esta confirmación se daría únicamente fuera del universo observable, es difícil (por ponerlo de alguna manera) imaginar, y mucho más difícil construir experimentos que comprueben esta hipótesis.

### Opción E: Ir a un lugar donde la relatividad especial no rija
Una opción muy popular en películas, juegos, series y novelas de ciencia ficción es suponer la existencia de algún otro "lugar" (que usualmente se denomina hiperespacio), al que se puede acceder desde nuestro universo, y en el cual las leyes de la física y relatividad son distintas, pueden ser distorsionadas, manipuladas o incluso no existen, lo cual facilita el transporte rápido entre puntos distantes del universo sin necesidad de usar mucha energía o impulso para tal fin.
Para lograr este viaje, a menudo se supone que en el hiperespacio no afecta la relatividad especial, o que lo que en nuestro universo son 2 lugares muy lejanos, en este otro lugar pueden perfectamente ser sitios muy próximos.
Lamentablemente, este planteamiento aún no ha sido propuesto de forma seria por ninguna rama de la ciencia, aunque por otra parte tampoco se ha podido descartar su existencia de forma teóricamente concluyente[cita requerida].

### Opción F: Ir más rápido sin acelerar
A menudo se supone de forma implícita, que para acelerar algo más allá de c, primero se debe de pasar por c (algo así como decir que para ir a 100km/h, primero hay que ir a 99km/h), encontrando el problema de necesitar infinita energía. La energía necesaria para acelerar llega a formar una asíntota al acercarse a la velocidad de la luz.
De forma parecida a la idea de los agujeros de gusano, puede existir un método para cambiar de velocidad de forma instantánea (o sea, sin acelerar). Entonces, un objeto yendo a más que c sólo podría necesitar energía comparable a la de un objeto que va a menos que c. El problema reside en cómo "convencer" a las partículas (y al ser humano que las "pilote") a moverse más rápido que la luz sin acelerar.

### Opción G: Tejido Espacio-Tiempo
Contrario a la creencia popular, Einstein nunca dijo que era imposible exceder la velocidad de la luz, sino que esto fue inferido de sus ecuaciones. Sin embargo, él no tuvo objeciones aceptando que el tejido espacio-tiempo puede ir más rápido que la luz.

Se hipotetiza que al ser creado el universo, el tejido espacio-tiempo viajaba más rápido que la luz. Por ende, si pudiéramos manipular dicho tejido, podríamos exceder la velocidad de la luz. Miguel Alcubierre con su 

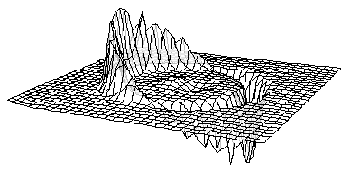
Alcubierre drivel

métrica teoriza que es posible "combar" el espacio-tiempo encogiéndolo frente a uno mismo, y expandiéndolo detrás de uno. Desgraciadamente, tal combamiento necesitaría la emisión de energía negativa (véase energía del vacío)[cita requerida] , que no se ha descubierto o creado aún.

### Opción H: Viajar distorsionando el Tiempo
Se puede llegar a partes lejanas del universo sin necesidad de ir más rápido que la luz[cita requerida].  El concepto es simple, si distorsionamos el tiempo por el cual viajamos, podemos acelerarlo o disminuirlo a la vez[cita requerida].
Ejemplo: Una nave espacial viaja de la Galaxia A hacia la Galaxia B que está a 150 años luz de distancia. La nave viaja a la velocidad de la luz. Pero nosotros al observar a la nave hacer el recorrido vemos que llegó en solo 1 año. 
Lo que sucedió fue lo siguiente, la nave viajó todo el recorrido acelerando el tiempo 150 veces alrededor suyo, de modo que le tomo realmente 150 años llegar a la Galaxia B, pero como solo aceleró el tiempo en su recorrido, para el resto del universo fue como si hubiera viajado 150 veces la velocidad de la luz. 
Si bien el viajar acelerando el tiempo parece poco útil, resulta extremadamente importante si dentro de la misma nave el tiempo fue disminuido 150 veces para ir acorde al resto del universo. En pocas palabras, para el piloto y el universo paso 1 año en llegar a la Galaxia B, pero para la nave fueron 150 años.

## Taquiones
En relatividad especial, aunque es imposible acelerar un objeto hasta la velocidad de la luz, o para objetos con masa distinta de cero el poder viajar a tal velocidad, no es imposible que exista un objeto que siempre viaje más rápido que la luz. Estas partículas hipotéticas se llaman taquiones, y su existencia no ha sido probada ni refutada.
Si bien tales partículas nunca han sido observadas, están presentes en numerosas teorías de la física:
- Aparecen en el modelo estándar de interacción en la física de partículas

- En la Teoría de cuerdas bosónica

- E incluso en la teoría de supercuerdas

En cada uno de estos ejemplos, uno ve que los taquiones tal vez no sean concebidos tanto como una partícula, sino como una "desestabilización" de la teoría.

## Relatividad general
La relatividad general se desarrolló con posterioridad a la teoría especial de la relatividad para incluir en ella conceptos tales como la gravedad. Mantiene, tal como ésta, la imposibilidad de los objetos de acelerar a la velocidad de la luz dentro del marco de referencia de cualquier observador local. Sin embargo, admite distorsiones en el espacio-tiempo tales que permitirían a un objeto moverse más rápido que la velocidad de la luz, desde el punto de vista de un observador distante. El motor  de Alcubierre se aprovecha de una de estas distorsiones, produciendo una ruptura en forma de onda en el espacio-tiempo, permitiéndole a la partícula surfearla, es decir, moverse con ella y aprovechar su velocidad, sin necesidad de acelerar por sí misma a la velocidad de la luz. Otra forma teórica de aprovecharse de este tipo de distorsiones es usando un agujero de gusano, que conectaría dos puntos distantes en el espacio de tal forma que quedaran conectados por un atajo.  Ambas formas requerirían la creación de una curvatura extrema en una región muy específica del espacio-tiempo, con lo que el campo gravitacional generado en tal sitio sería inconmensurable, generando fuerzas de marea de tal magnitud que destruirían cualquier objeto lo suficientemente cerca. Para contrarrestar la naturaleza inestable de tales campos y prevenir que las distorsiones colapsen bajo su propio 'peso', sería necesario introducir en ellos materia exótica o energía negativa.
La relatividad general especula con que cualquier técnica usada para viajar más rápido que la luz, también permitiría viajar en el tiempo.  Y como consecuencia, sería posible, aunque teóricamente, violar el principio de causalidad. Muchos físicos afirman que los fenómenos descritos más arriba son, de hecho, imposibles, y que las futuras teorías de la gravedad (ver TGU o Teoría de la Gran Unificación), prohibirían tales violaciones. Una teoría concluye que la existencia de agujeros de gusano estables es posible, aunque cualquier intento de usar una red de ellos para violar el principio de causalidad resultaría en su colapso. En la teoría de cuerdas o supercuerdas, Eric Gimon y Petr Hořava discuten si en un universo de Gödel supersimétrico de cinco dimensiones, las correcciones cuánticas a la teoría general de la relatividad efectivamente separan del espacio-tiempo a aquellas regiones que contienen curvaciones temporales violadoras del principio de causalidad. En particular para la teoría cuántica, existe un supertubo imperfecto que corta el espacio-tiempo conocido de tal forma que impide la existencia de una curva cerrada en el interior del mismo.

## En mecánica cuántica
En mecánica cuántica, ocurre un conjunto de eventos que hacen crítico al supuesto de c como velocidad máxima absoluta e insuperable; ciertos fenómenos dan la impresión de implicar una propagación instantánea.

### Efecto Hartman
Un fotón o un electrón atravesando por el efecto túnel una barrera cuántica puede manifestar un tiempo de travesía más breve que aquel requerido por la luz en una distancia equivalente, estos tiempos son evaluados mediante la observación de la cumbre del paquete de ondas correspondiente, antes y después de la barrera. Teniendo en cuenta el espesor de la barrera de túnel, la cumbre del paquete de ondas está reducida y parece obtener una velocidad superlumínica. Este fenómeno se denomina efecto Hartman o efecto Hartman-Fletcher.

### Borrador cuántico de elección retardada
Artículo principal: Borrador cuántico de elección retardada
El borrador cuántico de elección retardada es una versión de la paradoja EPR en la que la observación (o no) de la interferencia tras el paso de un fotón por un experimento de doble rendija depende de las condiciones de observación de un segundo fotón enredado con el primero. La característica de este experimento es que la observación del segundo fotón puede tener lugar en un momento posterior a la observación del primer fotón, lo que puede dar la impresión de que la medición de los fotones posteriores determina "retroactivamente" si los fotones anteriores muestran interferencia o no, aunque el patrón de interferencia sólo puede verse correlacionando las mediciones de ambos miembros de cada par y, por tanto, no puede observarse hasta que se hayan medido ambos fotones, lo que garantiza que un experimentador que observe sólo los fotones que pasan por la rendija no obtenga información sobre los otros fotones de forma FTL o hacia atrás en el tiemp

### Efecto Casimir

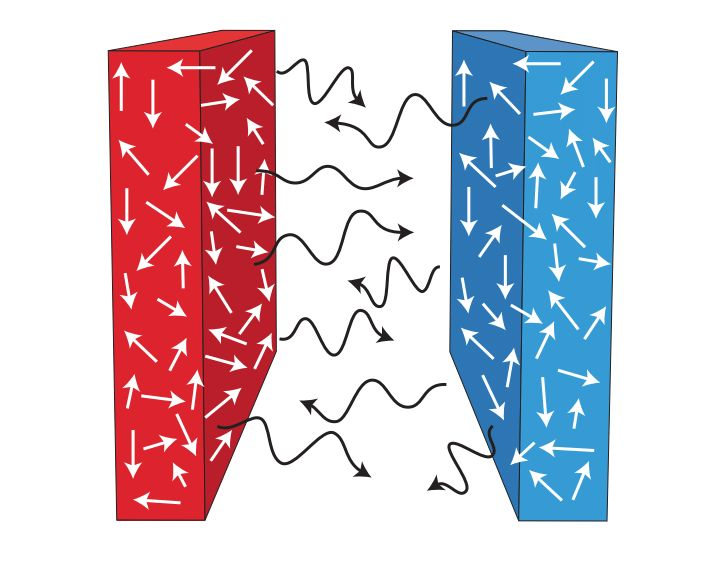
Representación del efecto Casimir y su fuerza

El efecto Casimir es un fenómeno observable a muy pequeña escala, sin embargo es mensurable por su presión sobre placas conductoras, tal presión sobre estas placas conductoras es ejercida por el llamado vacío cuántico (véase: energía del vacío) ubicado entre tales placas; la presión puede ser positiva o negativa según la geometría del dispositivo. En la teoría cuántica de campos el vacío cuántico es supuesto como el lugar de creación y aniquilación de numerosas partículas virtuales. La existencia de condiciones en principio diferentes para el vacío exterior y el interior a las placas implica entonces una diferencia de energía entre las dos la cual es la causa de las diferencias de la presión medida sobre las placas.
Las partículas virtuales son por definición externas a su lecho de masa, lo cual significa que las mismas no satisfacen ya  {\displaystyle E^{2}=p^{2}c^{2}+m^{2}c^{4}}, y son por definición inobservables individualmente aunque su efecto colectivo sea mensurable como sucede en el efecto casimir y en todas las correcciones cuánticas a las observables clásicas de la cuántica de campos.

### Paradoja EPR
Se puede también citar la experiencia hipotetizada por Einstein, Podolsky  y Rosen  (paradoja EPR) que parece haber sido concretada experimentalmente por Alain Aspect en 1981 y 1982. En este caso, la medida del estado de uno de los sistemas cuánticos entrelazados de un par de ellos impone al otro sistema (de otra medida) un estado complementario. A partir de ello funciona lo que se ha dado en llamar una  "teleportación cuántica" . Entre los avances más importantes en esta cuestión se pueden citar los del equipo dirigido por el austríaco   Rainer Blatt en la Universidad de Innsbruck y del estadounidense David Wineland del National Institute of Standards and Technology, en Boulder, Colorado), ellos habrían realizado la teletrasportación o teleportación cuántica de un átomo completo de materia bariónica (iones de calcio en el primero de los experimentos y de berilo en el segundo). Esto permitiría muy numerosas aplicaciones en informática cuántica concernientes a la paradoja EPR. Por su parte el premio  "Sciences" de la ciudad de Ginebra fue dado por sus hallazgos al profesor Nicolas Gisin en noviembre de 2006 por sus trabajos al respecto (Gisin afirma haber superado la velocidad c), aunque tal afirmación es aún dudosa.

### Experiencia de Marlan Scully
La experiencia de Marlan Orvil Scully también realizada por B.G.Englent y H.Walther, motivo por lo que se le llama también Experiencia ESW, es una variante de la paradoja EPR en la cual la observación, o no, de un patrón de interferencia luego del pasaje de un fotón a través de una hendidura de Young depende de las condiciones de observación de un segundo fotón correlativo al primero . La particularidad de esta experiencia está en que la observación del segundo fotón puede tener lugar en un futuro "lejano" en relación con la observación del primer fotón lo que da la impresión de que la observación del primer fotón "informa" sobre un evento que tiene lugar en el futuro.

## Aparentemente más rápido que la luz

### Movimiento relativo
Un observador puede concluir incorrectamente que dos objetos se están moviendo más rápidamente que la velocidad de la luz, si de manera errónea suma ambas velocidades de acuerdo con los postulados de la física newtoniana. 
Por ejemplo, si tomamos dos partículas aceleradas ubicadas cada una en un extremo de un acelerador de partículas circular o sincrotrón, aparecerían para un observador inmóvil respecto del mismo, así como para cualquiera que sumara las velocidades de aquellas conforme los postulados de la física Newtoniana, como moviéndose apenas por debajo del doble de la velocidad de la luz. Sin embargo, si el observador conoce la teoría especial de la relatividad y compone las velocidades conforme ésta, concluirá correctamente que:
para dos partículas moviéndose a {\displaystyle \beta } y {\displaystyle -\beta } respectivamente, donde
{\displaystyle \beta =v/c\,\!}
y
{\displaystyle -\beta =-v/c\,\!},
entonces desde el punto de vista del observador, la velocidad relativa Δβ (usando la velocidad de la luz c como unidad) resulta
{\displaystyle \Delta \beta ={\beta -(-\beta ) \over 1+\beta ^{2}}={2\beta  \over 1+\beta ^{2}}},
que es menor que la velocidad de la luz.

### Velocidad de fase superior ac
La velocidad de grupo de una onda puede, de manera rutinaria, exceder la velocidad de la luz en el vacío. Sin embargo, esto no implica que la señal o alguna entidadfísica se propague a una velocidad superior a c. En la mayoría de los medios ópticos, el índice de refracción es mayor que la suma de todas las longitudes de onda, manteniendo así la velocidad de grupo por debajo de la velocidad de la luz. En estos medios los fotones individuales siguen moviéndose a la velocidad de la luz que coincide con la velocidad de fase.

### movimiento diario del cielo
para un observador en la tierra los objetos en la bóveda celeste se mueven alrededor de la Tierra en el transcurso de un día. La estrella más cercana al sistema solar Próxima Centauri, esta a 4 años luz del sistema solar, se mueve con una trayectoria circular que podría describirse con una velocidad mayor a c, ya que un objeto que se mueve con un movimiento circular tiene una velocidad que se puede expresar como el producto del radio y la velocidad angular.

### distancias de cierre
Sí una nave viaja a un año luz de distancia (como si fuera medido por la posición de ese momento de la tierra) afuera de la tierra a una alta velocidad, el tiempo que tomaría, para llegar a esa distancia podría ser menos de un año luz siendo medido por el reloj del viajero (aunque siempre será mayor este tiempo en la tierra ). El valor es determinado por la distancia, medido por la tierra al comienzo, por el tiempo tomado, medido por el reloj del viajero, es conocido como velocidad propia o celeridad en relatividad, del cual no existe límite en esta celeridad gracias a que la celeridad no es una medida de velocidad en una imagen inerte. Una señal de luz que deja la tierra a la vez que el viajero podría siempre llegar al destino antes que el viajero.

### Mayor distancia desde Tierra
Teniendo en cuenta que no se puede viajar más rápido que la luz, se puede concluir que un ser humano no tiene la capacidad de ir más allá de 40 años-luz (tiempo medido desde su sistema de referencia), si el viajero está funcional entre los 20 y 60 años, por lo que solamente se llegarán a los poquísimos sistemas estelares que estén entre 20 y 40 años luz de la tierra. Esta idea se puede considerar errónea: si nuestro viajero tiene la capacidad de acelerar su nave hasta llegar a una velocidad un poco inferior a la de la luz, la dilatación del tiempo alargaría la vida de este unos miles de años terrestres, visto desde el punto de vista de alguien en nuestro sistema solar y a pesar de que desde el punto de vista de nuestro sujeto el tiempo sigua corriendo de la misma forma. Por otro lado si por alguna razón decidiera volver a la tierra, se encontraría con un planeta en el cual ya han pasado miles de años después de su partida. La velocidad de la nave no se habría observado como super-lumínica, ni tampoco nuestro viajero habría sentido esta velocidad, si no sentiría una contradicción en la distancia desde el punto de vista de la dirección de su viaje. En el Momento en el que da la vuelta de regreso a la tierra observaría que su objetivo sentiría más el paso del tiempo que nuestro viajero. Así que nuestro viajero no superaría la velocidad c, pero su velocidad propia ,o mejor, la distancia recorrida desde el punto de vista de la tierra dividida por el tiempo propio, puede obtener una velocidad mayor que c.

### Puntos de luz y sombras
Si se apunta con un rayo láser hacia un punto lejano y lo mueves, debería ser sencillo hacer que el punto se mueva más rápido que la luz. De forma similar una sombra proyectada a un objeto distante, es posible que esta se mueva a través del objeto más rápido que ala velocidad de la luz.

### Velocidad de grupo superior ac
Por otro lado, la velocidad de grupo de una onda (por ejemplo un rayo de luz), puede superar la velocidad de la luz bajo ciertas circunstancias especiales. En estos casos, en los que típicamente se produce una rápida atenuación de la intensidad, el máximo de la envolvente de un pulso puede viajar a una velocidad superior a c. Sin embargo, ni siquiera esta situación implica una propagación de señal por encima de c, aún viéndose uno tentado a asociar pulso máximo con señal. Esta asociación se ha probado engañosa, básicamente porque la información recibida al llegar un pulso se puede obtener antes que llegue el pulso máximo.
En 2000 la revista Nature publicó un resumen de los resultados de un experimento, de Lijun J. Wang  y su equipo del Instituto de Investigación NEC en Princeton (Nueva Jersey), que mostraba que la velocidad la luz en forma de paquetes o pulsos puede, en condiciones muy especiales, sobrepasar 310 veces su velocidad de fase límite de 300.000 kilómetros por segundo, establecido en la teoría de la relatividad especial de Einstein. Conviene aclarar que dicho resultado no viola la causalidad física, ya que la velocidad de grupo no corresponde a la velocidad de propagación real de los fotones, que siempre se mueven a una velocidad igual a c:

«En efecto, se puede hacer que nuestros impulsos luminosos viajen a una velocidad superior a c. Esto es una propiedad especial de la luz en sí, que es diferente de un objeto conocido, como un ladrillo, ya que la luz es una onda sin masa»
Lijun J. Wang en El País, 20/07/2000

Según la explicación del equipo que llevó a cabo el experimento, los pulsos superlumínicos son el resultado de mecanismos clásicos de interferencia debidos a la naturaleza ondulatoria de la luz y no se transmite información alguna (señal) a velocidad superior a c.